# Kuleszewo
Kuleszewo (deutsch Kulsow, früher Culsow) ist ein Dorf in der Gemeinde Kobylnica im Powiat Słupski (Stolper Kreis) der polnischen Woiwodschaft Pommern.

## Geographische Lage
Das Kirchdorf liegt in Hinterpommern, etwa 13 Kilometer südsüdöstlich der Stadt Stolp und 19 Kilometer östlich der Stadt Sławno (Schlawe).

## Geschichte

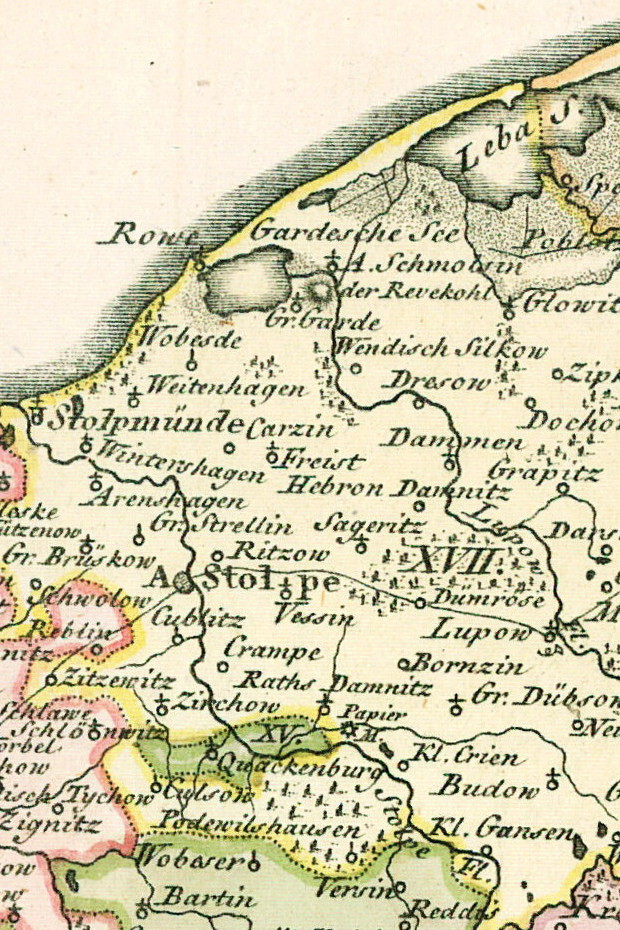
Kulsow (Culsow), südlich der Stadt Stolp (früher Stolpe geschrieben) und links der Stolpe, auf einer Landkarte von 1794.

Ältere Ortsbezeichnungen sind Culsow, Kullesow, Kollezew und Kullitzow. Das Rittergut hatte sich vom 15. Jahrhundert an bis 1945 im Besitz der Familie Boehn befunden. Es war das älteste Stammhaus der Familie. Bis zum Ende des 14. Jahrhunderts hatte das Lehen zu den Ländereien der Familie Kutzeke gehört, die zu den Vorfahren der pommerschen Familie Zitzewitz gerechnet wird. 1393 wird Laurenz Koske von Culsow genannt und am 13. Juni 1397 Derseke Cusseke von Culsow. Die Boehns waren im Gefolge des pommerschen Herzogs Wartislaw IV. nach Hinterpommern gekommen und dürften um 1402 in den Besitz von Kulsow gelangt sein. Als Stifter der Hauslinie Kulsow-Plassow gilt Georg von Boehn (1476–1523). Im Jahr 1525 war Jürgen von Boehn auf Kulsow. Im 17. Jahrhundert bestand Kulsow aus zwei Teilen, A und B. Kulsow B wurde im Jahr 1678 für 7000 Gulden widerruflich an Hans Georg von Below verpfändet. Gerson Christian von Boehn erbte Kulsow A von seinem Vater, Franz Felix von Boehn, und löste Kulsow B von den Erben des Felix Otto von Below ein, so dass der Gesamtbesitz wieder in einer Hand vereinigt war. 1872 wurde das Gut allodifiziert. Um 1782 gab es in Kulsow ein Vorwerk, eine Wassermühle, die von dem östlich am Dorf vorbeifließenden Fluss Quacke angetrieben wurde, neun Vollbauern, zwei Halbbauern, vier Kossäten, eine Schmiede, einen Schulmeister, auf der Feldmark des Dorfs das Vorwerk Friedrichshof nebst einem Kossäten, auf der Feldmark von Wendisch Plassow das Vorwerk Mittelburg und insgesamt 38 Haushaltungen.
Alexander von Boehn (1813–1889) hatte vier Söhne, die alle im Kreisgebiet ansässig wurden: Constantin von Boehn auf Kulsow, Nikolaus von Boehn auf Sagerke, Georg von Boehn auf Lojow und Gesorke und Siegfried von Boehn auf Deutsch Buckow. Constantin von Boehn erbaute eine Brennerei für Industriespiritus und modernisierte das Gutshaus. Am 1. Juli 1914 übergab er das Gut seinem Sohn Georg (1886–1945). Boehn sen. blieb zunächst Eigentümer, der Sohn fungierte aber als Generalbevollmächtigter.   Letzterer veröffentlichte einige Fachartikel in der Zeitung für Landwirtschaft. Georg von Boehn blieb bis Kriegsende der Gutsbesitzer; sein einziger Sohn, Lubbert, fiel 1941 als Hauptmann im Krieg. Er selbst galt als systemkritisch und wurde nach dem Attentat vom 20. Juli 1944 verhaftet und ohne Angabe von Gründen drei Monate lang im Stolper Gefängnis festgehalten. 
Am 1. April 1927 hatte das Gut Kulsow eine Flächengröße von 907 Hektar, und am 16. Juni 1925 hatte der Gutsbezirk 310 Einwohner. Am 30. September 1928 wurde der Gutsbezirk Kulsow in die Landgemeinde Kulsow eingegliedert.
Im Jahr 1925 standen in Kulsow 61 Wohngebäude. Im Jahr 1939 wurden 99 Haushaltungen und 457 Einwohner gezählt.
Im Jahr 1939 betrug die Gemeindefläche 1239 Hektar. Die Gemeinde Kulsow hatte insgesamt vier Wohnstätten:
- Friedrichshof
- Georgenthal
- Kulsow
- Kulsower Mühle

Außer dem Gut gab es in Kulsow 29 landwirtschaftliche Betriebe.
Bis 1945 bildete Kulsow eine Landgemeinde im Landkreis Stolp, Regierungsbezirk Köslin, der preußischen Provinz Pommern des Deutschen Reichs. Kulsow war Sitz des Amtsbezirks Kulsow.
Gegen Ende des Zweiten Weltkriegs wurde Kulsow am 7. März 1945 von der Roten Armee besetzt. Zuvor war die Brennerei von Wehrmachtsangehörigen gesprengt worden. Das Dorf wurde durch Kriegshandlungen in Mitleidenschaft gezogen, mehrere Gehöfte brannten ab. Die Dorfbevölkerung hatte unter der sowjetischen Besatzung schwer zu leiden. Zwar hatten die Bewohner versucht zu fliehen, doch ihr Treck wurde überrollt und versprengt, und sie mussten zurückkehren. Nach Beendigung der Kampfhandlungen wurde die Region zusammen mit ganz Hinterpommern seitens der sowjetischen Besatzungsmacht der Volksrepublik Polen zur Verwaltung überlassen. Nachdem die sowjetischen Truppen das Dorf verlassen hatten, besetzen Anfang 1946 Polen die Bauernhöfe. Kulsow wurde unter der polonisierten Ortsbezeichnung ‚Kuleszewo‘ verwaltet. Die bisherigen Besitzer mussten für die Polen arbeiten, bis sie 1947 von der polnischen Administration vertrieben wurden; sie durften nur das mitnehmen, was sie tragen konnten.
Nach Kriegsende wurden in der Bundesrepublik Deutschland 177 und in der DDR 101 aus Kulsow vertriebene Dorfbewohner ermittelt.
Das Dorf hat heute etwa 460  Einwohner.

## Schule
Vor 1945 hatte Kulsow eine zweistufige Volksschule. Im Jahr 1932 unterrichtete dort ein einzelner Lehrer in zwei Klassen 74 Schulkinder.

## Kirche

### Dorfkirche
In der kleinen Dorfkirche, einem teilweise ausgemauerten Fachwerkbau, war an der Ostwand neben dem Altar ein 1626 gefertigter Gedenkstein für Frantz Boen, Domherrn zu Colberg etc. befestigt. Im 19. Jahrhundert waren zwei Glocken vorhanden. Auf der einen waren in Majuskeln u. a. die Eigennamen IVRGEN BOEHNE und MICHAEL BOEHNE angegeben, die zweite trug in Majuskeln die Aufschrift:
Die Dorfkirche wurde 1945 von der polnischen Administration zwangsenteignet und vom polnischen katholischen Klerus ‚neu geweiht‘.

### Kirchspiel bis 1945
Die vor 1945 anwesende Dorfbevölkerung war mit seltenen Ausnahmen evangelisch. Im Zeitraum 1590–1945 gehörte Kulsow zum Kirchspiel Zirchow und damit zum Kirchenkreis Stolp-Stadt.
Des katholische Kirchspiel war in Stolp.

### Polnisches Kirchspiel seit 1945
Die seit 1945 und Vertreibung der einheimischen Dorfbewohner anwesende polnische Einwohnerschaft ist überwiegend katholisch.